# Heinrich von Angeli

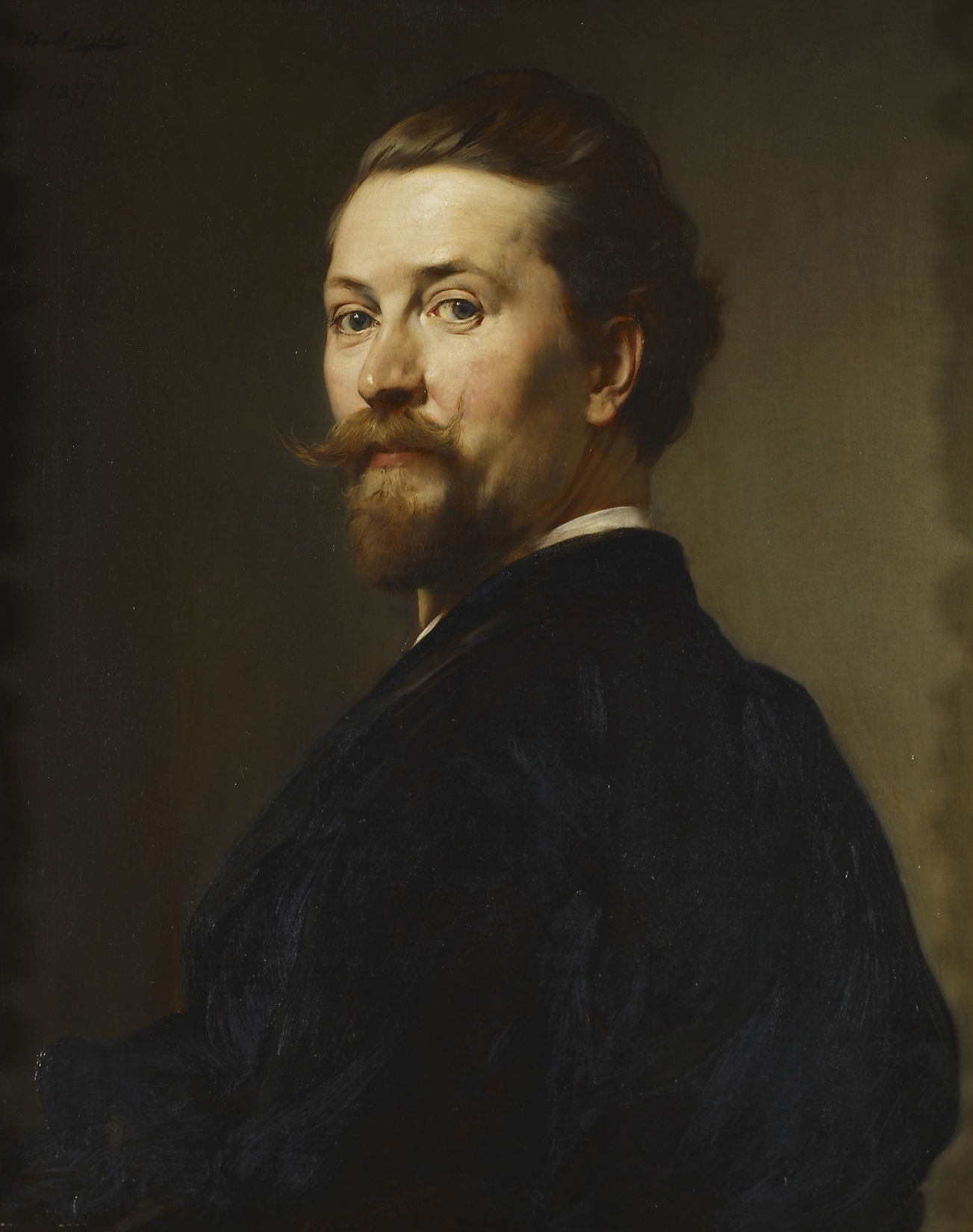
Heinrich von Angeli, Selbstporträt 1877, Royal Collection

Heinrich Anton von Angeli (* 8. Juli 1840 in Ödenburg; † 21. Oktober 1925 in Wien) war ein österreichischer Maler, der vor allem durch seine Porträts berühmt wurde.

## Leben
Nach einem Studium an der Akademie der bildenden Künste Wien wechselte er 1856 nach Düsseldorf, wo er an der Kunstakademie bei Christian Köhler und Heinrich Mücke studierte, von 1857 bis 1859 Privatunterricht bei Emanuel Leutze erhielt und dem Künstlerverein Malkasten beitrat. Einem kurzen Studium bei Karl von Piloty an der Akademie in München im Jahre 1858 folgte die Eröffnung seines eigenen Ateliers.

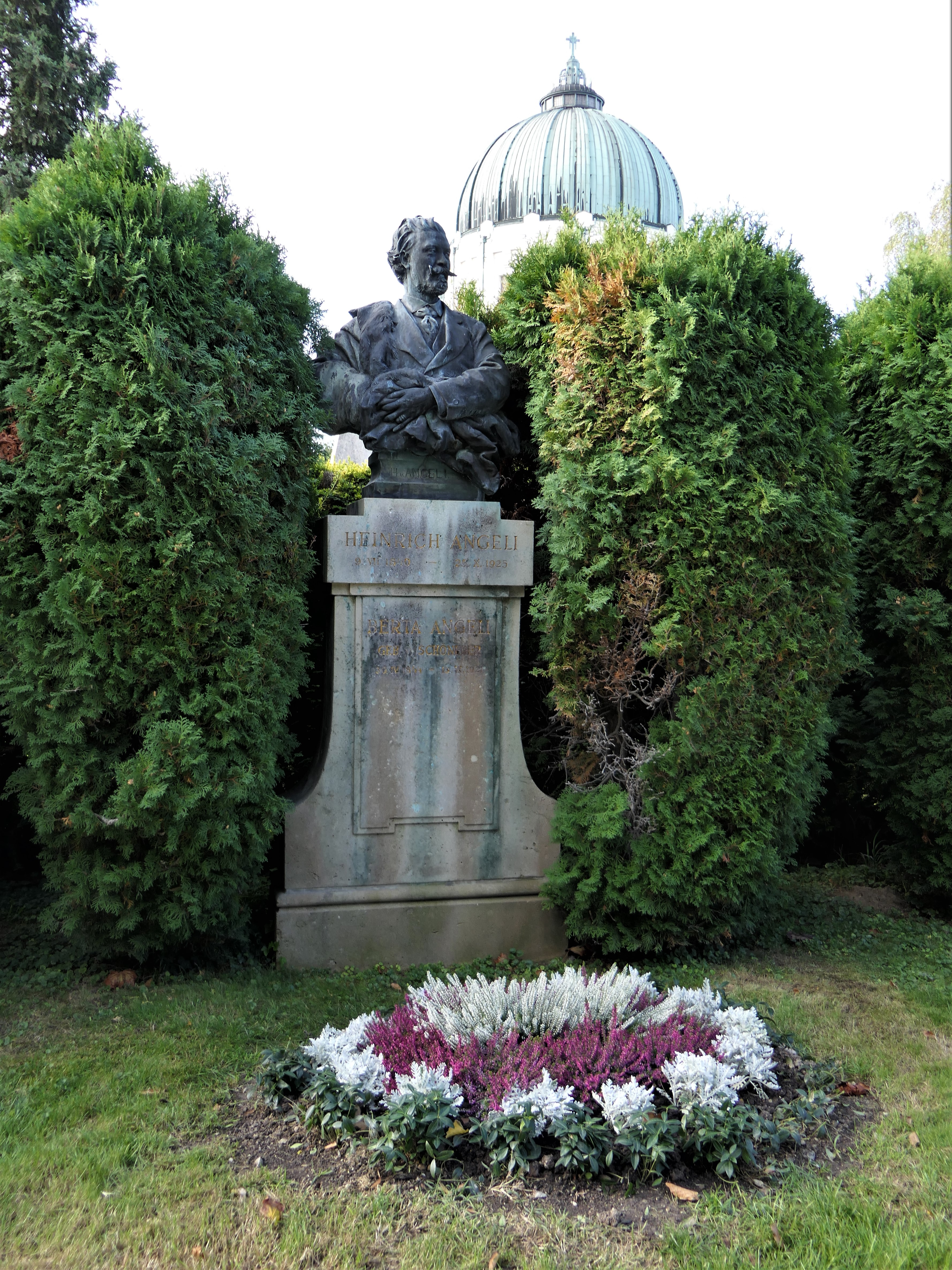
Grab von Heinrich von Angeli

Nach seiner Rückkehr nach Wien im Jahr 1862 hatte er große Erfolge als Historienmaler, vor allem aber als Porträtmaler. Mit steigendem Ruhm wurde er einer der bedeutendsten Porträtisten des Adels und an den Höfen Europas. Maßgeblichen Anteil an seinem Aufstieg hatte seine Mäzenatin und Schülerin Kaiserin Victoria (Kaiserin Friedrich), die er ebenso wie deren Mutter Queen Victoria mehrmals porträtierte. Er malte 1880 auch die spätere Kaiserin Auguste Viktoria von Schleswig-Holstein-Sonderburg-Augustenburg. Der Wiener Hof, insbesondere Kaiser Franz Joseph, der ihm den Titel eines Hofmalers verlieh, schätzte ihn ebenfalls sehr, nicht nur als Bildnismaler, sondern auch für seine Authentizität, seinen Humor und seine Diskretion. Elisabeth, die Kaiserin, ließ ihm über ihre Hofdame Ida Ferenczy den delikaten Auftrag anvertrauen, die Mätresse des Kaisers, Katharina Schratt, zu porträtieren.
1894 wurde die Angeligasse in Wien-Favoriten nach ihm benannt.
Er ruht in einem Ehrengrab auf dem Wiener Zentralfriedhof (Gruppe 32 C, Nummer 6).

## Ausstellungen

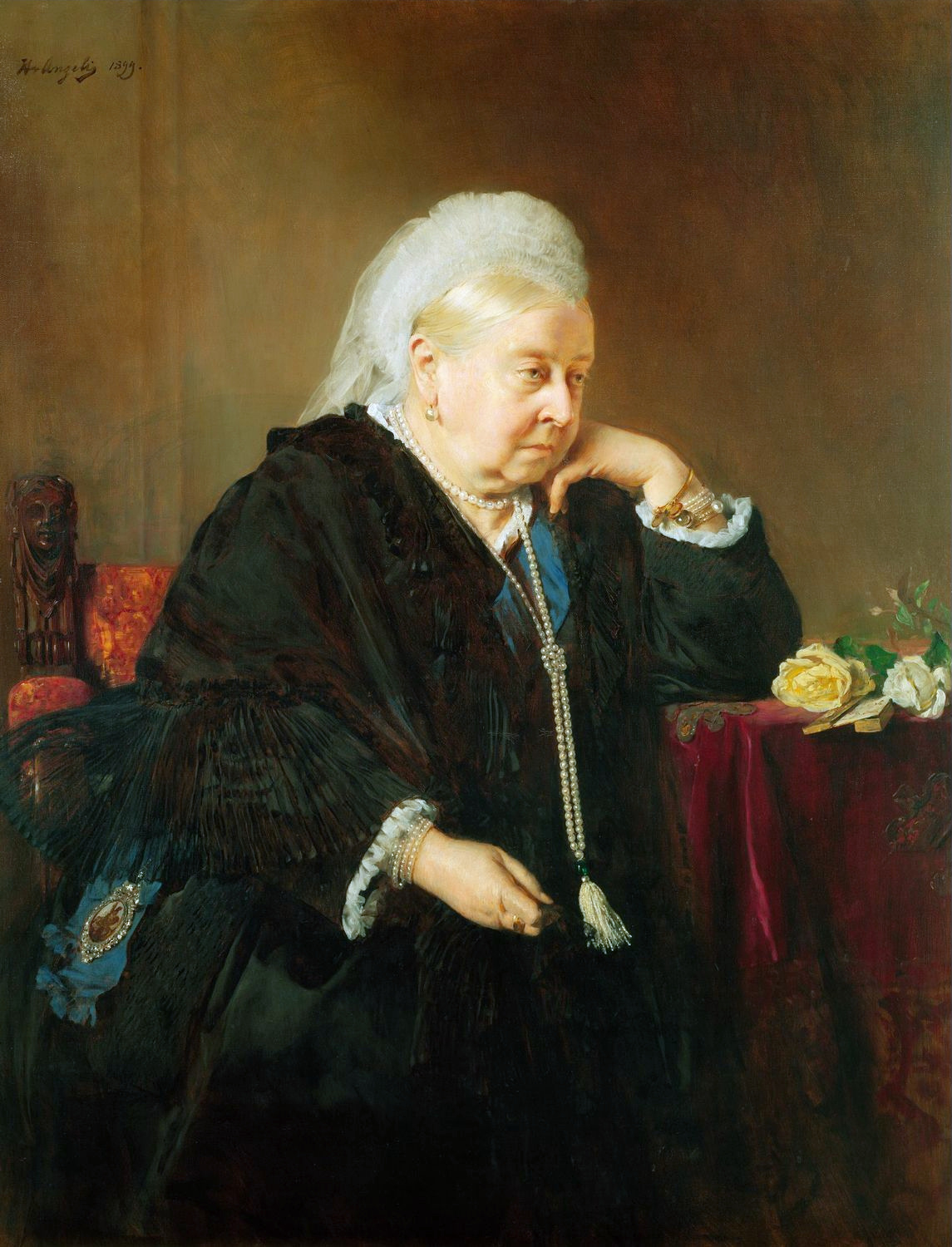
Victoria von Großbritannien und Irland, 1899

- 2014: Die Fürstenmaler, zusammen mit Bildern von Franz Xaver Winterhalter und Franz von Lenbach in Schloss Fasanerie bei Fulda.[2]
- 1891: Internationale Kunst-Ausstellung veranstaltet vom Verein Berliner Künstler.[3]